# Comité voor Bijzondere Joodsche Belangen
Het Comité voor Bijzondere Joodsche Belangen (CBJB) was een Nederlandse organisatie die op 23 maart 1933 werd opgericht om de Joodse belangen te behartigen.
De organisatie werd geleid door David Cohen en Abraham Asscher, die later leiding zouden geven aan de Joodse Raad.
De organisatie werd opgericht ten tijde van de toestroom van Joodse vluchtelingen vanuit Duitsland naar Nederland. De afdeling Comité voor Joodsche Vluchtelingen hield zich hierbij bezig met de opvang van de vluchtelingen, waaronder de oprichting van het Centraal Vluchtelingenkamp Westerbork.